# National Basketball Association 1982-1983
La stagione della National Basketball Association 1982-1983 fu la 37ª edizione del campionato NBA. La stagione si concluse con la vittoria dei Philadelphia 76ers, che sconfissero i Los Angeles Lakers per 4-0 nelle finali NBA.

## Squadre partecipanti
- Atlanta Hawks
- Boston Celtics
- Chicago Bulls
- Cleveland Cavaliers
- Dallas Mavericks
- Denver Nuggets
- Detroit Pistons
- G.S. Warriors
- Houston Rockets
- Indiana Pacers
- K.C. Kings
- L.A. Lakers

- Milwaukee Bucks
- N.J. Nets
- N.Y. Knicks
- Phoenix Suns
- Philadelphia 76ers
- Portland T. Blazers
- San Antonio Spurs
- San Diego Clippers
- Seattle S.Sonics
- Utah Jazz
- Washington Bullets

## Classifica finale

### Eastern Conference
| Squadra             | V  | P  | %    | GB |
| ------------------- | -- | -- | ---- | -- |
| Philadelphia 76ersC | 65 | 17 | 79,3 | -  |
| Boston Celtics      | 56 | 26 | 68,3 | 9  |
| New Jersey Nets     | 49 | 33 | 59,8 | 16 |
| New York Knicks     | 44 | 38 | 53,7 | 21 |
| Washington Bullets  | 42 | 40 | 51,2 | 23 |

| Squadra             | V  | P  | %    | GB |
| ------------------- | -- | -- | ---- | -- |
| Milwaukee Bucks     | 51 | 31 | 62,2 | -  |
| Atlanta Hawks       | 43 | 39 | 52,4 | 8  |
| Detroit Pistons     | 37 | 45 | 45,1 | 14 |
| Chicago Bulls       | 28 | 54 | 34,1 | 23 |
| Cleveland Cavaliers | 23 | 59 | 28,0 | 28 |
| Indiana Pacers      | 20 | 62 | 24,4 | 31 |

### Western Conference
| Squadra           | V  | P  | %    | GB |
| ----------------- | -- | -- | ---- | -- |
| San Antonio Spurs | 53 | 29 | 64,6 | -  |
| Kansas City Kings | 45 | 37 | 54,9 | 8  |
| Denver Nuggets    | 45 | 37 | 54,9 | 8  |
| Dallas Mavericks  | 38 | 44 | 46,3 | 15 |
| Utah Jazz         | 30 | 52 | 36,6 | 23 |
| Houston Rockets   | 14 | 68 | 17,1 | 39 |

| Squadra                | V  | P  | %    | GB |
| ---------------------- | -- | -- | ---- | -- |
| Los Angeles Lakers     | 58 | 24 | 70,7 | -  |
| Phoenix Suns           | 53 | 29 | 64,6 | 5  |
| Seattle SuperSonics    | 48 | 34 | 58,5 | 10 |
| Portland Trail Blazers | 46 | 36 | 56,1 | 12 |
| Golden State Warriors  | 30 | 52 | 36,6 | 28 |
| San Diego Clippers     | 25 | 57 | 30,5 | 33 |

## Vincitore
| Campione NBA 1982-1983         |
| ------------------------------ |
| Philadelphia 76ers (3º titolo) |

## Statistiche
| Categoria          | Giocatore              | Team               | Statistiche |
| ------------------ | ---------------------- | ------------------ | ----------- |
| Punti              | Alex English           | Denver Nuggets     | 28.4        |
| Rimbalzi           | Moses Malone           | Philadelphia 76ers | 15.3        |
| Assist             | Magic Johnson          | L.A. Lakers        | 10.5        |
| Palle rubate       | Micheal Ray Richardson | G.S. Warriors      | 2.8         |
| Stoppate           | Tree Rollins           | Atlanta Hawks      | 4.3         |
| Palle perse        | Ray Williams           | K.C. Kings         | 4.7         |
| Falli              | Darryl Dawkins         | N.J. Nets          | 4.7         |
| Minuti per partita | Kelly Tripucka         | Detroit Pistons    | 38.8        |
| FG%                | Artis Gilmore          | San Antonio Spurs  | 62.6        |
| FT%                | Calvin Murphy          | Houston Rockets    | 92.0        |
| 3FG%               | Mike Dunleavy          | San Antonio Spurs  | 34.5        |
| Efficienza         | Moses Malone           | Philadelphia 76ers | 25.1        |

## Premi
| Premio                                 | Giocatore       | Team               |
| -------------------------------------- | --------------- | ------------------ |
| NBA Most Valuable Player Award         | Moses Malone    | Philadelphia 76ers |
| NBA Defensive Player of the Year Award | Sidney Moncrief | Milwaukee Bucks    |
| NBA Rookie of the Year Award           | Terry Cummings  | San Diego Clippers |
| NBA Sixth Man of the Year Award        | Bobby Jones     | Denver Nuggets     |
| NBA Coach of the Year Award            | Don Nelson      | Milwaukee Bucks    |
| NBA Executive of the Year Award        | Zollie Volchok  | Seattle S.Sonics   |
| J. Walter Kennedy Citizenship Award    | Julius Erving   | Philadelphia 76ers |